# Nikolaj Mel'nikov
Nikolaj Andreevič Mel'nikov (in russo Николай Андреевич Мельников?; Mosca, 24 gennaio 1948) è un ex pallanuotista sovietico, vincitore di una medaglia d'oro alle olimpiadi di Monaco 1972.